# Třetí stav

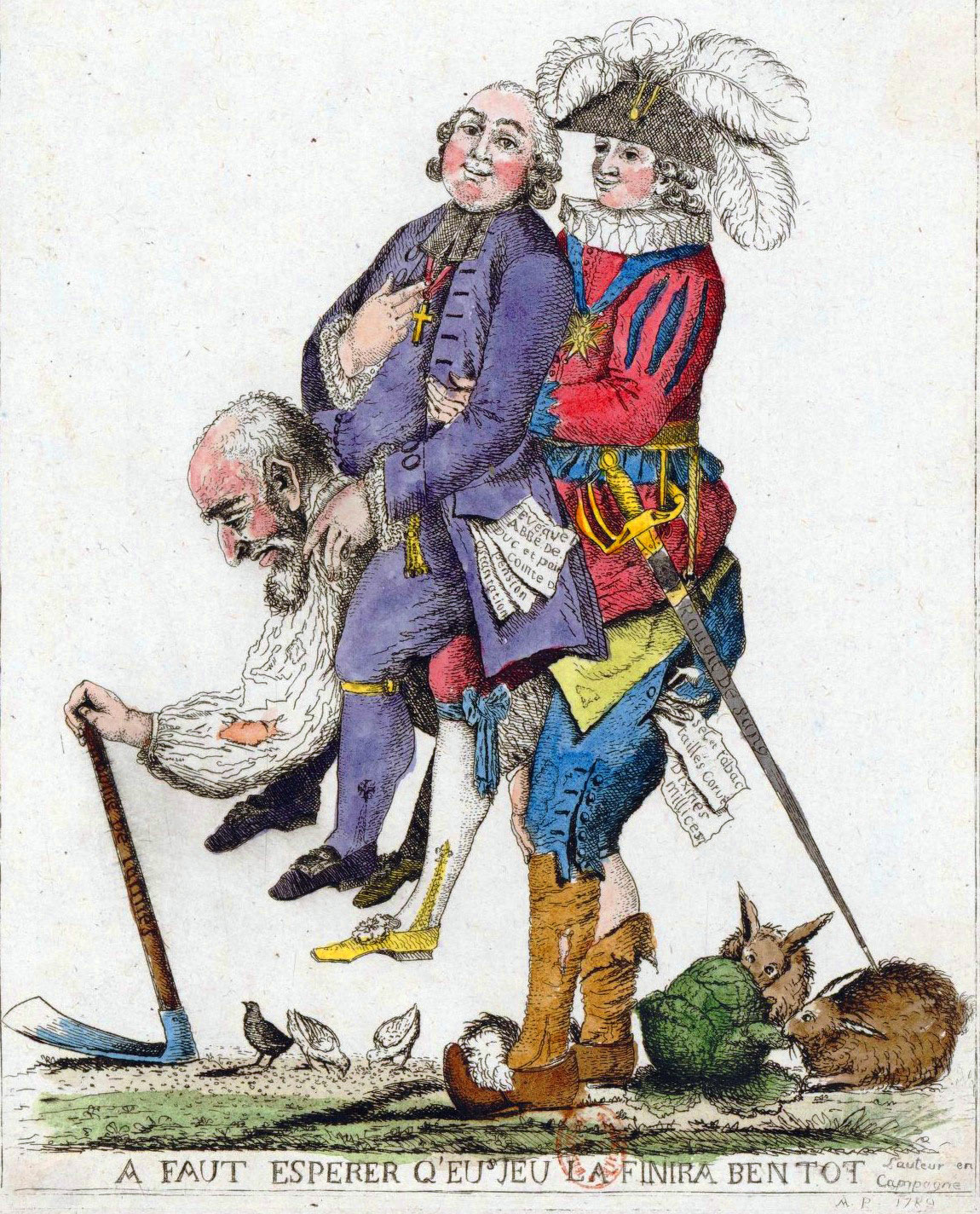
Karikatura z období Francouzské revoluce: Třetí stav nese na svých bedrech šlechtu a církev

Třetí stav (francouzsky tiers état) bylo v dějinách Francie označení pro neprivilegovaný stav (ve srovnání se šlechtou a církví). Třetí stav zahrnoval všechny poddané – měšťany i sedláky. Vycházel ze středověkého pojetí trojího lidu.

## Historie
V předrevoluční Francii byly všechny tři stavy zastoupeny v generálních stavech, jejichž hlavním úkolem bylo povolování daní v zemi. Generální stavy byly poprvé svolány roku 1302 Filipem IV. Sličným a jejich vliv dosáhl vrcholu v 15. století. Poté ztratily na významu a v letech 1614–1789 již nebyly svolány.
Třetí stav zahrnoval všechny osoby, které nebyly součástí prvých dvou stavů a proto byl sociálně velmi rozrůzněný. Zahrnoval jak příslušníky městského patriciátu, řemeslníky, tak i venkovské sedláky a nádeníky až po městskou chudinu. V roce 1789, kdy vypukla Velká francouzská revoluce, tvořil zhruba 98 % francouzského obyvatelstva: 25 miliónů oproti 500 000 aristokratů a duchovních.
Aby odvrátil hrozící státní bankrot, rozhodl se král Ludvík XVI. na radu svého ministra financí Jacquese Neckera svolat v roce 1789 generální stavy. Třetímu stavu byl sice na základě jeho rostoucího hospodářského významu zdvojnásoben počet zástupců, ale nebylo rozhodnuto, jestli budou generální stavy hlasovat podle stavů nebo podle jednotlivých poslanců. V prvním případě měla zajištěna většinu šlechta a církev, ve druhém případě mohlo měšťanstvo doufat, že část šlechty a obzvláště nejnižšího kléru se přidá na jeho stranu.
Když Ludvík XVI. hlasování podle počtu zástupců nepotvrdil, prohlásili se zástupci třetího stavu 17. června 1789 za Národní shromáždění a přísahali, že se nerozejdou, dokud nezajistí Francii ústavu (tzv. Přísaha v míčovně).